# Markus Brzenska
Markus Brzenska (Lünen, 25 maggio 1984) è un allenatore di calcio ed ex calciatore tedesco.

## Biografia
I genitori di Markus Brzenska provenivano da Bytom.

## Carriera
Esordi nel Borussia Dortmund quando il club era guidato da Matthias Sammer. Nel 2004, quando arrivò Bert van Marwijk come allenatore, Brzenska venne messo in seconda squadra. Dalla prima metà della stagione 2004-2005 riconquistò il suo posto in prima squadra.